# British Independent Film Awards 2012
La cerimonia di premiazione della 15ª edizione dei British Independent Film Awards si è svolta il 9 dicembre 2012 all'Old Billingsgate di Londra ed è stata presentata dall'attore James Nesbitt.
Le candidature sono state annunciate il 5 novembre 2012 a St Martins Lane. Il maggior numero di candidature (nove) è stato ottenuto da Broken ma il film ad aver ricevuto più riconoscimenti è stato Barberian Sound Studio, che ha conquistato quattro premi (regia, attore protagonista, miglior contributo tecnico al suono e miglior produzione)

## Vincitori e candidati
I vincitori sono indicati in grassetto.

### Miglior film indipendente britannico
- Broken, regia di Rufus Norris
- Berberian Sound Studio, regia di Peter Strickland
- Killer in viaggio (Sightseers), regia di Ben Wheatley
- Marigold Hotel (The Best Exotic Marigold Hotel), regia di John Madden
- L'impostore - The Imposter (The Imposter), regia di Bart Layton

### Miglior regista
- Peter Strickland – Berberian Sound Studio
- Bart Layton – L'impostore - The Imposter (The Imposter)
- Ben Wheatley – Killer in viaggio (Sightseers)
- John Madden – Marigold Hotel (The Best Exotic Marigold Hotel)
- Rufus Norris – Broken

### Premio Douglas Hickox al miglior regista esordiente
- Bart Layton – L'impostore - The Imposter (The Imposter)
- Ben Drew – Ill Manors
- Rowan Athale – Wasteland
- Rufus Norris – Broken
- Sally El Hosaini – My Brother the Devil

### Miglior sceneggiatura
- Alice Lowe, Steve Oram e Amy Jump – Killer in viaggio (Sightseers)
- Abi Morgan – The Iron Lady
- Mark O'Rowe – Broken
- Paul Andrew Williams – Una canzone per Marion (Song for Marion)
- Peter Strickland – Berberian Sound Studio

### Miglior attrice
- Andrea Riseborough – Doppio gioco (Shadow Dancer)
- Alice Lowe – Killer in viaggio (Sightseers)
- Elle Fanning – Ginger and Rosa
- Judi Dench – Marigold Hotel (The Best Exotic Marigold Hotel)
- Meryl Streep – The Iron Lady

### Miglior attore
- Toby Jones – Berberian Sound Studio
- Riz Ahmed – Ill Manors
- Steve Oram – Killer in viaggio (Sightseers)
- Terence Stamp – Una canzone per Marion (Song for Marion)
- Tim Roth – Broken

### Miglior attrice non protagonista
- Olivia Colman – A Royal Weekend (Hyde Park on Hudson)
- Alice Englert – Ginger and Rosa
- Eileen Davies – Killer in viaggio (Sightseers)
- Maggie Smith – Marigold Hotel (The Best Exotic Marigold Hotel)
- Vanessa Redgrave – Una canzone per Marion (Song for Marion)

### Miglior attore non protagonista
- Rory Kinnear – Broken
- Billy Connolly – Quartet
- Cillian Murphy – Broken
- Domhnall Gleeson – Doppio gioco (Shadow Dancer)
- Tom Wilkinson – Marigold Hotel (The Best Exotic Marigold Hotel)

### Miglior esordiente
- James Floyd – My Brother the Devil
- Elliott Tittensor – Spike Island
- Eloise Laurence – Broken
- Paul Brannigan – La parte degli angeli (The Angels' Share)
- Zawe Ashton – Dreams of a Life

### Miglior produzione
- Berberian Sound Studio, regia di Peter Strickland
- Ill Manors, regia di Ben Drew
- Killer in viaggio (Sightseers), regia di Ben Wheatley
- L'impostore - The Imposter (The Imposter), regia di Bart Layton
- The Sweeney, regia di Nick Love

### Miglior contributo tecnico
- Joakim Sundström e Stevie Haywood (suono) – Berberian Sound Studio
- Nic Knowland (fotografia) – Berberian Sound Studio
- Electric Wave Bureau (musica) – Broken
- Robbie Ryan (fotografia) – Ginger and Rosa
- Andrew Hulme (montaggio) – The Imposter

### Miglior documentario britannico
- L'impostore - The Imposter (The Imposter), regia di Bart Layton
- Dreams of a Life, regia di Carol Morley
- London: The Modern Babylon, regia di Julien Temple
- Marley, regia di Kevin Macdonald
- Roman Polanski: A Film Memoir, regia di Laurent Bouzereau

### Miglior cortometraggio britannico
- Volume
- Friday
- Junk
- Skyborn
- Swimmer

### Miglior film indipendente internazionale
- Il sospetto (Jagten), regia di Thomas Vinterberg
- Amour, regia di Michael Haneke
- Re della terra selvaggia (Beasts of the Southern Wild), regia di Benh Zeitlin
- Un sapore di ruggine e ossa (De rouille et d'os), regia di Jacques Audiard
- Searching for Sugar Man, regia di Malik Bendjelloul

### Premio Raindance
- Strings, regia di Rob Savage
- Frank, regia di Richard Heslop
- Love Tomorrow, regia di Christopher Payne
- City Slacker, regia di James Larkin
- Jason Becker: Not Dead Yet, regia di Jesse Vile

### Premio Richard Harris
- Michael Gambon

### Premio Variety
- Jude Law

### Premio speciale della giuria
- Sandra Hebron